# Winthemia vinulae
Winthemia vinulae là một loài ruồi trong họ Tachinidae.